# Mali Vrh, Brežice
Mali Vrh je vas na Bizeljskem gričevju v Občini Brežice. Spada h Krajevni skupnosti Globoko, cerkvenoupravno pa pod Župnijo Pišece. Razložena vas z obcestnim jedrom ob krajevni cesti Globoko–Artiče leži na južnih obronkih Bizeljskega, ki tu prehaja v Brežiško ravan. K njemu sodijo še posamezne hiše, raztresene po slemenu Malega Vrha, kjer je tudi zaselek Kamše. Ob cesti proti Brežicam je zaselek Trebeže. Ob potoku Gabernici se nahaja Rudnik Globoko, kjer so kopali kremenčev pesek in glino, do leta 1964 pa so kopali lignit. V severnem delu stoji na najvišji točki naselja, na slemenu nad potokom Graben cerkev sv. Jakoba (300 m) iz 17. stoletja.
Od tod je bil doma Anton Stergar (1879–1954), teološki pisatelj ter župnik pri Sv. Magdaleni v Mariboru.

## Zgodovina
Jeseni 1941 so Nemci izselili 19 družin, nakar so se tu nastanili Kočevarji. Organizator vstaje na tem območju leta 1941/42 je bil Marjan Tominc (1920–1943) iz Globokega, ki je padel v Belci pri Polhovem Gradcu. Med okupacijo je bila v vasi s krajšimi prekinitvami stacionirana enota SS policije.
Mali Vrh je bil leta 2006 eden izmed kandidatov za izgradnjo odlagališča nizko in srednje radioaktivnih odpadkov Jedrske elektrarne Krško. Predviden je bil površinski objekt na lokaciji odprtega kopa nekdanjega Rudnika Globoko. Civilna iniciativa Globoko je do 25. maja 2006 zbrala 2.220 podpisov volilnih upravičencev iz vse občine in jih tega dne vročila Uradu župana, da bi projekt ustavila, nakar je od njega konec avgusta odstopila tudi Občina Brežice.

## Prebivalstvo
Število prebivalcev po letih:
| Leto      | 1869 | 1880 | 1890 | 1900 | 1910 | 1931 | 1948 | 1953 | 1961 | 1971 | 1981 | 1991 | 2002 |
| Št. preb. | 160  | 154  | 220  | 213  | 250  | 241  | 267  | 282  | 294  | 270  | 250  | 243  | 254  |